# Hexomyza gymnosporivora
Hexomyza gymnosporivora är en tvåvingeart som först beskrevs av Spencer 1963.  Hexomyza gymnosporivora ingår i släktet Hexomyza och familjen minerarflugor. Inga underarter finns listade i Catalogue of Life.